# Гидрогеологический коллектор
Гидрогеологический коллектор — горная порода, водопроницаемость которой значительно выше водопроницаемости смежных горных пород. Лучшими коллекторами для подземных вод служат: рыхлые четвертичные отложения — аллювиальные и флювиогляциальные галечники и пески, лавы и туфы, известняки, песчаники, трещиноватые изверженные породы, особенно в коре выветривания и зонах разломов.